# Maschere di lusso
Maschere di lusso (We Were Dancing) è un film del 1942 diretto da Robert Z. Leonard.

## Produzione
Il film fu prodotto dalla Loew's (con il nome Loew's Incorporated) e dalla Metro-Goldwyn-Mayer (MGM)

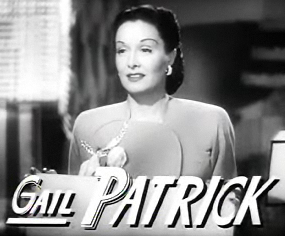
Gail Patrick (Linda Wayne)

## Distribuzione
Distribuito dalla Loew's, il film uscì nelle sale cinematografiche USA il 30 aprile 1942 in prima a New York.